# Eupithecia invenusta
Eupithecia invenusta är en fjärilsart som beskrevs av András Vojnits 1977. Eupithecia invenusta ingår i släktet Eupithecia och familjen mätare. Inga underarter finns listade i Catalogue of Life.